# Northbridge, Massachusetts
Northbridge är en kommun (town) i Worcester County i delstaten Massachusetts, USA med 16 335 invånare (2020).

## Kända personer från Northbridge
- Royal C. Taft, politiker